# Wojny galijskie

Kapitulacja Wercyngetoryksa przed Cezarem pod Alezją (52 p.n.e.) na obrazie Lionel-Noël Royera z 1899

Wojny galijskie – seria kampanii i bitew stoczonych w latach 58–51 p.n.e. przez rzymskie legiony z plemionami celtyckimi, zamieszkującymi Galię (terytoria znajdujące się na północ i zachód od Italii i Alp, w przybliżeniu pokrywające się z granicami dzisiejszej Francji).

## Kalendarium wydarzeń wojen galijskich
- 58 p.n.e.:
  - Bitwa nad Arar (zwycięstwo Rzymian Cezara nad Helwetami),
  - bitwa pod Bibrakte (zwycięstwo Rzymian Cezara nad Helwetami),
  - bitwa u stóp Wogezów (zwycięstwo Rzymian nad Germanami Ariowista),
- 57 p.n.e.:
  - bitwa nad rzeką Aisne (zwycięstwo Rzymian nad Belgami),
  - bitwa pod Sabis (zwycięstwo Rzymian nad Belgami),
  - bitwa pod Octodurus,
  - bitwa pod Maubeuge (zwycięstwo Rzymian nad Nerwiami),
- 56 p.n.e. bitwa w zatoce Morbihan (powstanie plemion nadmorskich przeciw Rzymianom),
- 55 p.n.e. walki Rzymian z Morynami,
- 54 p.n.e.:
  - bitwa pod Aduatucą,
  - bitwa nad rzeką Sambrą,
  - oblężenie obozu rzymskiego w Amiens,
  - wyprawa przeciw Pirustom,
- 53 p.n.e. bitwa nad rzeką Semois,
- 52 p.n.e.:
  - masakra Rzymian w Cenabum,
  - zdobycie Wellaunodunum i Cenabum przez Rzymian,
  - bitwa pod Nowiodunum,
  - oblężenie Borges,
  - oblężenie Awarykum (klęska Galów w bitwie z Rzymianami – z 40 tys. ludzi ocalało ich zaledwie 800),
  - bitwa pod Gergowią (porażka Rzymian – 700 zabitych w starciu z Galami),
  - bitwa na równinie Gvenelle (kampania Labienusa),
  - bitwa w kraju Senonów,
  - bitwa pod Alezją,
- 51 p.n.e.:
  - walki z Biturygami,
  - bitwa w pobliżu zlewiska rzek Aisne i Oisne (wojna z Bellowakami),
  - kampania Kaniniusza,
  - bitwa nad Loarą,
  - oblężenie Uxellodunum i Lemonum.

## Galia przed Cezarem
Galia przed jej podbiciem przez Juliusza Cezara była zamieszkiwana przez wiele ludów, z których najbardziej wpływowym byli Celtowie (Protoceltowie). Przybyli oni na te tereny w połowie pierwszego tysiąclecia p.n.e. Na obszarze dzisiejszej północnej Francji i zachodniej Belgii mieszkali Belgowie, wśród których największymi i najsilniejszymi były plemiona Nerwiów, Menapiów, Trewerów i Eburonów. Na południe od rzeki Garonny aż do Pirenejów mieszkali Akwitanie.
Celtowie przybyli z Europy Środkowej i szybko podporządkowali sobie lokalną neolityczną ludność dzięki umiejętności wykuwania broni z brązu, którego obróbka nie była wówczas znana na terenach Galii. Około VIII wieku p.n.e. Celtowie zaczęli posługiwać się również bronią z żelaza, co pomogło im w zajęciu Półwyspu Iberyjskiego. Mieszając się z pierwotną ludnością Galii, asymilowali niektóre elementy ich kultury, np. zwyczaje pogrzebowe. Przed przybyciem do Galii, tak jak wiele innych ludów Europy Środkowej, protoceltowie palili zwłoki swych zmarłych.  Z czasem jednak zaczęli grzebać zwłoki w ziemi, wznosząc w tych miejscach kurhany, co było wcześniej lokalnym zwyczajem galijskim.
W IV wieku p.n.e. Galowie rozpoczęli drugą wielką ekspansję celtycką, która objęła Italię, Helladę i Azję Mniejszą. W 387 roku p.n.e. Celtowie pod wodzą Brennusa zdobyli Rzym i zmusili mieszkańców do zapłaty wielkiego okupu za opuszczenie miasta. W 378 roku p.n.e. ponownie pod przywództwem Brennusa najechali i złupili Grecję, paląc Delfy, jedno z najświętszych miast Hellady, miasto boga Apollona. Później, wchodząc do Azji Mniejszej, przekroczyli Bosfor i utworzyli na tym terenie swoje państwo – Galację.
Galowie byli wówczas jednym z najpotężniejszych ludów Europy, jednak nigdy nie udało im się stworzyć jednego wspólnego państwa. Główną przeszkodą było to, że wódz plemienia był wybierany przez starszyznę plemienną, zatem pozycja ta nie była dziedziczna. Brak centralizacji i ciągłe konflikty pomiędzy plemionami doprowadziły do tego, że potężny lud stał się łatwym łupem dla plemion germańskich oraz starożytnego Rzymu.

## Najazd Ariowista[potrzebnyprzypis]
Do plemion, które szczególnie często popadały w konflikty, należeli Eduowie i Sekwanowie. Zamieszkali rejon dzisiejszej środkowo-wschodniej Francji i toczyli ze sobą nieustanne wojny o kontrolę brzegów rzeki Saony, w starożytności nosząca nazwę Arar. Jedną z wojen o rzekę toczonych w I wieku p.n.e. zwyciężyli Eduowie. Sekwanowie, nie mogąc się pogodzić z porażką, postanowili sprzymierzyć się z innym wrogim Eduom plemieniem – Arwernami. Wybuchł kolejny konflikt, który także zakończył się zwycięstwem Eduów. Ratując się przed całkowitą klęską, Sekwanowie poprosili o pomoc mieszkających za Renem germańskich Swebów.
Król Swebów Ariowist okazał wsparcie, gdyż od dawna borykał się z problemem wzrostu populacji swego plemienia, przy jednoczesnym braku wystarczającej ilości posiadanych ziem. W 70 r.p.n.e. wkroczył do Galii i w bitwie w rejonie Saony pokonał Eduów. Wdzięczni Sekwanowie zamierzali zapłacić Ariowistowi za pomoc, licząc na jego szybkie wycofanie się za Ren. Ten jednak nie tylko nie zamierzał wracać, lecz jeszcze zażądał ziemi w dzisiejszej Alzacji i zaczął sprowadzać do Galii resztę swego plemienia. Sekwanowie nie posiadali sił, aby z nim walczyć, wyrazili więc na to zgodę.
Wiedząc o tym, że posiada najliczniejszą armię w Galii, Ariowist postanowił w całości przejąć te ziemie i uczynić z jej mieszkańców swoich poddanych. Opodatkował nie tylko pobitych Eduów, lecz również inne plemiona galijskie, w tym Sekwanów. W roku 65 p.n.e. Eduowie sprzymierzeni z Sekwanami i nie mogąc dłużej znieść tyranii Ariowista, podnieśli bunt. W bitwie pod Magetobrygą niemal doszło do zagłady całego plemienia Eduów. Ariowist stał się niekwestionowanym panem całej Galii. Jedynie zjednoczone plemiona galijskie mogły stawić Swebom skuteczny opór, ale sami Galowie nie byli gotowi do stworzenia większego sojuszu.
Zaczęły formować się dwa stronnictwa, mające całkiem odmienne pomysły na wyzwolenie. Pierwsze, reprezentowane przez arystokratów i popierane przez druidów, stało na stanowisku szukania pomocy przeciw Swebom na zewnątrz wśród innych ludów i państw, głównie w Rzymie. W tym celu w roku 61 p.n.e. do Rzymu udał się druid Dywicjak, który starał się przekonać Rzymian o potrzebie pomocy Galom. Mimo poparcia ze strony Cycerona, niczego nie uzyskał. Rzym żył wówczas sprawami wewnętrznymi – spiskiem Katyliny, czy problemami gospodarczymi Italii, a także wojną z królem Pontu Mitrydatesem VI – nie zaangażował się więc w wydarzenia w Galii.
Drugim była partia ludowa, której przedstawiciele wywodzili się z nowobogackich galijskich rodzin i dążyli do odebrania władzy arystokracji. Twierdzili oni, że nie należy oglądać się na sprzymierzeńców, ponieważ po pokonaniu Germanów dawni sprzymierzeńcy mogą zamienić się we wrogów, należy więc własnymi siłami odeprzeć Ariowista.

## Orgetoryks i Helweci
Orgetoryks był jednym z możnych plemienia Helwetów na terenach dzisiejszej Szwajcarii i potajemnie dążył do zdobycia dla siebie władzy królewskiej w plemieniu. Aby ten cel osiągnąć, zaczął budować swoją popularność, nawołując do opuszczenia przez Helwetów swych siedzib i szukania nowych żyznych terenów dla dalszej ekspansji. W tym celu rozpoczął negocjacje z Eduami i Sekwanami, oficjalnie aby zabezpieczyć sobie teren ewentualnej trasy przemarszu, w rzeczywistości dążył do uzyskania od tych plemion pomocy przy obwołaniu się królem. Spisek został jednak wykryty, a za dążenie do władzy królewskiej Orgetoryks został skazany na śmierć. Lecz Helweci nie porzucili planów marszu na zachód Galii i ok. roku 58 p.n.e. rozpoczęli przygotowania do wędrówki.

## Cezar w Galii. Kampania roku 58 p.n.e. Rozgromienie Helwetów, wygnanie Ariowista za Ren

### Triumwirat 60 roku p.n.e. Konsulat Cezara
W roku 60 p.n.e. doszło do zawarcia I triumwiratu pomiędzy Gajuszem Juliuszem Cezarem dążącym do uzyskania godności konsula, Pompejuszem, którego senat rzymski zwodził w sprawie przyznania triumfu i nadania ziemi jego weteranom, oraz Markiem Krassusem, pogromcą powstania Spartakusa, jednym z najbogatszych Rzymian, który miał również duże ambicje polityczne, a przez pewien nawet czas należał do stronnictwa wrogiego Pompejuszowi w rzymskim senacie.
Triumwirowie zawarli porozumienie, którego mottem stało się odtąd nie stanie się w Rzeczypospolitej nic, co nie podobałoby się któremukolwiek z trzech. Początkowo w Rzymie nie domyślano się istnienia triumwiratu, jednak z biegiem czasu wszystko zaczęło układać się w spójną całość. Marek Warron określił to sprzysiężenie mianem trikaranosa – trójgłowego potwora. Pierwszym sukcesem triumwirów, był wybór Cezara na urząd konsula roku 59 p.n.e. a jednym z pierwszych jego zarządzeń był nakaz publikowania protokołów posiedzeń senatu w urzędowym dzienniku Acta Diurna, tak aby obywatele rzymscy mogli zapoznać się z przebiegiem obrad oraz upewnić się, którzy politycy działają na rzecz interesów ludu rzymskiego, a którzy są przeciw.
Senatorowie byli oburzeni, nikt jednak nie ośmielał się podważać władzy triumwirów. Starano się przekonać Pompejusza do złamania umowy z Cezarem i Krassusem. W teatrach aktorzy opłaceni przez polityków powtarzali słowa skierowane do Pompejusza – Nadejdzie czas gdy gorzko żałować będziesz obecnej wielkości. Nic to jednak nie dawało, Pompejusz dalej wspierał Cezara. Cezar zaś starał się zapewnić sobie namiestnictwo którejś z kluczowych prowincji, wiedział bowiem o wrogości senatorów co do jego osoby, wiedział też, że jest to jedyna droga do zapewnienia sobie bezpieczeństwa.
Senat, obawiając się takiego posunięcia Cezara, podjął uchwałę, że konsulowie roku 59 p.n.e. będą musieli pozostać w Italii jako „komisarze lasów i pastwisk leśnych”, co oznaczało zajęcie przez nich trzeciorzędnych stanowisk w administracji. Poparcie udzielone Cezarowi przez Pompejusza i Krassusa, skutecznie unieszkodliwiło tę ustawę. Cezar starał się jednak publicznie przekonywać, iż wybór przyszłej prowincji jest mu obojętny, w rzeczywistości polecił oddanemu sobie trybunowi ludowemu Watyniuszowi przeprowadzić na zgromadzeniu ludowym ustawę, nadającą Cezarowi Galię Przedalpejską jako prowincję, jedną z najważniejszych w imperium.
Stacjonowały tam 3 legiony, jednak namiestnictwo tej spokojnej prowincji nie rokowało nadziei na wyprawy wojenne, natomiast Cezar bardzo potrzebował pieniędzy. Zdecydował się na Galię Narbońską, a wniosek w tej sprawie w Senacie przedłożył sam Pompejusz. Cezar dostał tylko jeden legion, ale miał za to możliwość wykazania się jako wódz i dowódca, a co najważniejsze zdobycia pieniędzy na dalszą walkę o władzę.

### Namiestnictwo Galii Narbońskiej. Konflikt z Helwetami
Wraz z objęciem prowincji Cezar stanął przed pierwszym problemem: w marcu roku 58 p.n.e. Helweci opuścili swe dawne siedziby, paląc wszystko doszczętnie po to, aby nie móc już powrócić i skierowali się na zachód. Cezar wyjechał z Rzymu 20 marca, zaś już 28 marca przybył do nowej prowincji. Zaraz też nakazał zniszczyć most na Rodanie, przez który zamierzali przejść Helweci. Cezar nie miał wojska (miał tylko jeden legion) a tymczasem przybyli do niego helweccy posłowie, prosząc o przejście przez rzymskie terytorium, nie czyniąc przy tym szkody.
Cezar polecił im się stawić w Idy Kwietniowe – 13 kwietnia, jednocześnie zarządził pobór rekruta tu na miejscu w prowincji i przeprowadził w tym czasie niezbędne prace fortyfikacyjne na górzystym brzegu rzeki Rodan. Gdy posłowie zjawili się po raz drugi, oświadczył im iż: nie leży w zwyczaju ludu rzymskiego przepuszczać kogokolwiek przez swoje terytorium. Helweci podjęli zbrojną próbę przepłynięcia Rodanu – wykorzystali w tym celu tratwy i powiązane ze sobą łodzie. Ich celem było zdobycie rzymskich fortyfikacji na drugim brzegu rzeki. Kolejne próby ataków nie przynosiły powodzenia, więc Helweci postanowili otworzyć sobie drogę na południowy zachód w jednej wielkiej bitwie.

### Bitwa pod Bibrakte
Helweci wtargnęli na ziemię Eduów, paląc wszystko na swej drodze i próbując obejść rzymskie fortyfikacje. Cezar pospiesznie udał się do Galii Przedalpejskiej, zabrał ze sobą stacjonujące tam 3 legiony i wrócił do swej prowincji przez masyw Mt. Genevre. W czerwcu 58 p.n.e. wkroczył na ziemie Galów. Do pierwszego starcia z Helwetami doszło nad rzeką Arar, gdzie Rzymianie rozbili tylne straże helweckie. Następnie Cezar rzucił się w pogoń za nieprzyjacielem i przez ponad 2 tygodnie próbował zmusić go do przyjęcia bitwy. Czas stał po stronie Helwetów, w armii rzymskiej zaczęło brakować prowiantu i Cezar nie mogąc dłużej ścigać Galów, postanowił wycofać się do Bibrakte.
Helweci uznali, że Rzymianie uciekają i postanowili zaatakować ich pod Bibrakte. Bitwa rozpoczęła się od ataku Helwetów na rzymską jazdę na drodze do Bibrakte. Rzymianie ponieśli duże straty i musieli się wycofać. Wówczas Galowie uderzyli na główne siły Cezara rozmieszczone na wzgórzu, zostali jednak odparci. Następnie Rzymianie uderzyli  na helweckie pozycje. Po tym manewrze omal nie doszło do klęski Rzymian, gdy z lewej flanki natarli na nich sprzymierzeni z Helwetami Bojowie i Tulingowie. Cezar, obserwując bitwę ze swego umocnionego obozu na wzgórzu, nakazał trzeciemu szeregowi każdego z legionów odwrócić szyk i flankując odeprzeć atak Galów.
Następnie Cezar rzucił do boju swoje rezerwy wspomagane przez jazdę rzymską, która ponownie zjawiła się na placu boju - tym samym przypieczętowując losy bitwy. Na placu boju poległo ponad 258 tys. Helwetów (2/3 populacji całego plemienia) i ich sprzymierzeńców. Wodzowie helweccy rzucili się Cezarowi do stóp, błagając o pokój na każdych warunkach. Cezar potraktował pokonanych stosunkowo łagodnie, zażądał jedynie wydania broni i zakładników, lecz uciekinierów helweckich ukarał bardzo surowo, sprzedając ich w niewolę. Po bitwie pod Bibrakte, wszystkie ludy galijskie nabrały szacunku do Cezara i Rzymian.

### Cezar i Ariowist
Po zwycięstwie nad Helwetami, swoje poselstwa do Cezara wysłały wszystkie celtyckie ludy Galii ponieważ zaczął on się jawić Galom jako ich wyzwoliciel spod jarzma Ariowista. Posłowie poszczególnych plemion prosili go o pomoc w walce z królem Swebów. Cezar niczego nie obiecując, zapewnił ich, że zapozna się z tą sprawą. Poradził także Eduom, aby zaprzestali wypłacania trybutu narzuconego przez Ariowista, co też uczynili. Ariowist postanowił wyruszyć na Galów, jednak zanim to zrobił, zjawili się u niego posłowie Cezara, zapraszając króla na spotkanie z Cezarem.
Ariowist stwierdził butnie, że jeśli Cezar czegoś od niego chce, to niech sam się pofatyguje. Do spotkania jednak doszło. Król Swebów zażądał, by rozmawiali z koni i mieli przy sobie ochronę po dziesięciu ludzi. Podczas rozmowy Ariowist stwierdził, że cała północna Galia należy do niego, tak jak południowa do Cezara, i jeśli on nie przekracza granicy strefy wpływów, również Cezar nie powinien tego czynić. Nie doszli do porozumienia, jednak nie to było celem Ariowista. Planował zabicie Cezara podczas negocjacji. Zamach się nie powiódł i stał się powodem do wypowiedzenia przez Cezara wojny..

### Bitwa u stóp Wogezów
Przed bitwą Cezar przemówił do żołnierzy, oświadczając im, że jeśli się lękają, sam jeden na czele tylko X legionu ruszy na wroga. Mowa ta wywarła na żołnierzach wielkie wrażenie i dodała im pewności siebie. Do bitwy doszło w rejonie rzeki Doller, między Aspach-le-Bas i Cernay. Na początku Ariowist zamierzał odciąć Cezara od zaplecza, umacniając się na jego tyłach. Ten jednak wyprowadziwszy część sił, założył drugi obóz na południe od Germanów, czym zniweczył plan Ariowistą. Wojska stały naprzeciwko siebie przez kilka dni, bowiem Ariowist chciał maksymalnie zmęczyć Rzymian i unikał bitwy.
Dochodziło jedynie do niewielkich utarczek konnicy Germanów, wspomaganych przez pieszych wojowników, z galijską armią Cezara, które to przeważnie kończyły się sukcesami Swebów. Wreszcie po kilkunastu dniach doszło do bitwy. Rzymianie rozbili prawą flankę Ariowista, jednak na lewej flance, to Rzymianie musieli się cofnąć. Wówczas na polecenie Cezara, Krassus wyprowadził z mniejszego obozu trzeci szereg prawego legionu i uderzył od tyłu na Germanów. Był to decydujący manewr kończący bitwę.
Swebowie rzucili się do ucieczki, a w ręce Rzymian wpadły germańskie tabory, w których schowały się germańskie kobiety. Rzymianie dokonali rzezi w czasie której zginęły też 2 żony i córka Ariowista. Ariowist uciekł za Ren, a pozycja Cezara w Galii wzrosła niewspółmiernie. Zdobył panowanie nad całą środkową częścią dzisiejszej Francji. Bitwa u stóp Wogezów powstrzymała na prawie 300 lat germańskie najazdy na Galię. Cezar rozłożył wojska na leże zimowe, a sam wyjechał do Galii Przedalpejskiej. Tak kończył się pierwszy rok wojny galijskiej.

## Kampania roku 57 p.n.e. Ujarzmienie Belgów

### Rzeź Belgów nad Aksoną
Cezar zapragnął poddać swej władzy również plemiona Galii północnej – Belgów. Sami Belgowie jednak niechętnie patrzyli na poczynania Cezara w Galii. Wraz z nastaniem nowego roku 57 p.n.e. Cezar przeprowadził nowe zaciągi i dysponował już łącznie 8 legionami. Co prawda nie można było przeprowadzić tak dalekiej i forsownej kampanii bez zgody Senatu i uzasadniać to obroną prowincji narbońskiej, jednak Cezarowi doniesiono o przygotowaniach Belgów do wojny więc nie czekając na decyzję Senatu, w maju tego roku wyruszył z Wezontio w kierunku Belgii.
W ciągu kilku dni dotarł nad rzekę Matronę (Marnę). Zaskoczeni tym Remowie poddali się Cezarowi od razu. Jednocześnie został on poinformowany o liczebności armii Belgów, liczyła ona ok. 350 tys. wojowników pod dowództwem króla plemienia Bellowaków – Galby, siły Cezara liczyły zaś nie więcej jak 50 tys. żołnierzy. Aby odciągnąć Bellowaków od głównych sił belgijskich, Cezar nakazał wodzowi Eduów – Dywicjakusowi najechać ziemie Bellowaków. Sam zaś ruszył nad Aksonę. Belgowie ruszyli na wiernych Cezarowi Remów i oblegli ich stolicę Bibraks.
Remowie zwrócili się do Cezara z prośbą o natychmiastową pomoc. Ten wysłał im oddziały lekkozbrojne, które (choć nieliczne) skutecznie zniechęciły Belgów do dalszych prób zdobycia miasta. Belgowie skierowali się teraz nad Aksonę, przeciw siłom Cezara. O ich liczebności świadczyła łuna zapalonych pochodni, która rozciągała się na przestrzeni 12 kilometrów. Teraz Cezarowi nie śpieszno było do bitwy, chciał aby jego żołnierze najpierw oswoili się z tym widokiem.
Wreszcie nakazał legionom stanąć w szyku bojowym, do bitwy ustawili się też Belgowie, jednak do starcia nie doszło, żadna ze stron nie chciała uderzać pierwsza. Wreszcie zniecierpliwieni Belgowie postanowili zaatakować Rzymian z prawej flanki. W tym celu rozpoczęli forsowanie Aksony od południowego wschodu. Cezar wysłał tam swą jazdę, która skutecznie uniemożliwiła im tę próbę. Gdy zapadał zmierzch, do obozu Belgów dotarła wiadomość o ataku Eduów na kraj Bellowaków.
Ci postanowili wracać, by bronić ojczyzny, część jednak Belgów nadal chciała walczyć z Rzymianami.
Pomimo do pewnych niesnasek w obozie Belgów, postanowiono zawracać. Cezar dopiero rankiem zorientował się, że obóz belgijski jest pusty. Ruszył za nimi w pogoń. Rzymianie dopadli tylną straż belgijską, która jednak ich odrzuciła, odgłosy walki dotarły do pierwszych oddziałów Belgów. Wybuchła panika, Rzymianie wybili prawie 300 tys. Belgów, którzy zginęli podczas panicznej ucieczki. Belgowie uchodzący za najdzielniejszy lud Galii pobici zostali bez bitwy.

### Bitwa nad rzeką Sabis
Cezar teraz wkroczył na ziemie plemienia Suesjonów, ich stolica Nowiodunum poddała się bez walki. Następnie poddało się Bratuspantium – stolica Bellowaków, ich wodzowie uciekli do Brytanii. Potem Samarobriwa – stolica Ambianów. Cezar teraz skierował się na północ i dotarł na ziemie Nerwiów, ci nie zamierzali mu się jednak poddawać. Sprzymierzywszyi się z Atrebatami i Wiromandami, zasadzili się na Rzymian nad bagnistym rozlewiskiem rzeki Sabis. Tutaj, niczego nie podejrzewający Cezar, nakazał rozbić obóz.
W czasie, gdy Rzymianie zajęci byli budową umocnień, zaatakowały ich nagle hordy Belgów, znosząc wysunięte szeregi rzymskich legionistów. Na lewym skrzydle Rzymian Tytus Labienus, dowodząc 2 legionami (IX i X) odparł wszystkie ataki Atrebatów i wyparł ich za Sabis. Również legiony VIII i XI odparły ataki Wiromandów, jednak spychając ich w stronę lasów za rzeką Sabis, odsłonili swoją prawą flankę. Wykorzystali to Nerwiowie, okrążając VII i XII legion. Sytuacja stawała się dramatyczna, Rzymianie zostali okrążeni, sam Cezar musiał walczyć z mieczem w ręku jak zwykły żołnierz.
Gdy Belgowie zajęli obóz, Rzymian ogarnęło przerażenie. Jazda rzymska uciekła, jednak mimo fermentu walki Cezar nakazał legionom VII i XII wzajemnie się osłaniać. Wówczas uderzyły legiony XIII i XIV, dotąd osłaniające tabory. Również Labienus, widząc w jak rozpaczliwej sytuacji znalazł się Cezar, wysłał mu na pomoc X legion, który uderzył na Nerwiów z prawego skrzydła, niszcząc belgijską obronę. W bitwie nad Sabis zginęli wszyscy wojownicy Nerwiów (kilkaset tysięcy) a plemię to praktycznie przestało istnieć.

## Kampania roku 56 p.n.e. Pokonanie Wenetów

### Odnowienie triumwiratu
Na wieść o wielkim zwycięstwie Cezara w Galii Senat, na wniosek 2 pozostałych w stolicy triumwirów Cezara ogłosił ponad 2-tygodniowe modły dziękczynne, zorganizowano też igrzyska dla ludu rzymskiego. Ale sytuacja Cezara w Galii mimo zwycięstwa nad Belgami wręcz się pogorszyła. Wszystkie ludy od Renu aż po Loarę wypowiedziały Cezarowi posłuszeństwo. Cezar zimę 57 p.n.e./56 p.n.e., spędził w podlegającej jego władzy Ilirii. Związane to było z pogarszającą się dla triumwirów sytuacją polityczną w Rzymie.
Odkąd Cezar wyjechał do Galii, stosunki między Pompejuszem a Krassusem uległy znacznemu pogorszeniu. Dopatrywano się związku, z atakami zbrojnych oddziałów Publiusza Klodiusza zebranych w 59 p.n.e., które terroryzowały Rzym i wymierzone były przeciw Pompejuszowi, choć miały zakaz atakowania jego osoby, a cichą satysfakcją z tego powodu, wręcz nakłanianiem do nich, Krassusa. O ile Klodiusz był prawdopodobnie opłacany przez Krassusa, o tyle utworzone w roku 57 p.n.e. zbrojne bandy Tytusa Anniusza Milona, były oficjalnie finansowane przez Pompejusza.
Przez pierwsze półtora roku jednak, począwszy od 58 p.n.e., gdy Klodiusz został wybrany z poparciem Cezara na urząd trybuna ludowego, zaskarbił sobie wielką popularność wśród plebsu stolicy. Stał się on wręcz „niekoronowanym królem Rzymu”. Przeprowadził ustawę o bezpłatnym rozdawnictwie zboża wśród plebsu miejskiego. Było to posunięcie rewolucyjne, dotąd bowiem zboże było sprzedawane, co prawda po obniżonych cenach, ale jednak, rzymskiemu plebsowi. Aby utrzymać swą pozycję, używał swoich „oddziałów” przeciw swym przeciwnikom politycznym, szczególnie ludziom związanym z Cyceronem i Pompejuszem. Aby zalegalizować owe bandy, nakazał wpisać je do bractw rzemieślniczych collegia.
W tym samym 58 p.n.e. Klodiusz skazał na wygnanie z Rzymu Cycerona. Powodem była ustawa zabraniająca skazywania na śmierć obywateli rzymskich, czego dopuścił się Cyceron po wykryciu sprzysiężenia Katyliny 5 lat wcześniej w 63 p.n.e. Pozbył się też z Rzymu Katona, wysyłając go na Cypr z zadaniem skonfiskowania królewskiego skarbca Ptolemeusza, młodszego brata króla Egiptu Ptolemeusza XII, którego ustawowo pozbawił władzy, a jego królestwo (Cypr), włączył do Cesarstwa.
Klodiusz popełnił błąd, atakując wbrew zakazowi Cezara Pompejusza, którego bandy Klodiusza obległy w domu. Ten utworzył w roku następnym 57 p.n.e. swoje oddziały pod dowództwem Milona oraz wezwał na pomoc swych weteranów. Rzym stał się areną codziennych krwawych starć obu band. Cezar zaś, prowadząc wojnę, chciał mieć zabezpieczone swoje interesy w Rzymie, jego wrogowie zaczęli już bowiem przypominać o sobie o utraconej wolności. Pompejusz zaś, sprzeciwiając się zbrojnie Klodiuszowi, zdobył wielkie poparcie ludu rzymskiego, które Klodiusz utracił głównie z powodu ataków na kupców i pobierania haraczy ustalonych przez jego zbrojne oddziały.
Zdołał unieważnić wygnanie Cycerona, któremu po powrocie zgotował wielkie przyjęcie 57 p.n.e. Senat przyznał mu nadzwyczajne pełnomocnictwa w kwestii zaopatrzenia Rzymu w egipskie zboże, którego dostawy szwankowały. Pompejusz rozwiązał problem w błyskawicznym tempie, zyskując prawdziwą „miłość ludu”. W marcu 56 p.n.e. Cyceron i Lucjusz Domicjusz Ahenobarbus rozpoczęli w senacie nagonkę przeciwko Cezarowi. W dwóch mowach pro Sestio i in Vatinum Cyceron zaatakował Cezara, jednak na tyle łagodnie, aby nie wywołać gniewu Pompejusza. Aby temu przeciwdziałać, Cezar poprosił o spotkanie z Pompejuszem, i mimo jego początkowych wahań w końcu udał się do Lukki w Italii, gdzie miało się odbyć spotkanie trzech triumwirów, aby odnowić sojusz.
W Rzymie przerażenie ogarnęło wielu polityków, zjeżdżali się do Lukki z zamiarem poparcia triumwirów. Przybyło tam ok. stu senatorów. Zawarto nowy układ, w wyniku którego Cezar miał przedłużone namiestnictwo w Galii o 5 lat. Pompejusz objął prowincję Hiszpanię Bliższą, natomiast Krassus Syrię. Cezar tym samym oddawał Pompejuszowi całkowitą kontrolę nad Rzymem. Cyceron musiał zrezygnować ze swej retoryki wymierzonej w Cezara. Nawet pochwalił jego osiągnięcia w Galii i zaproponował przedłużenie mu namiestnictwa w tej krainie. Pompejusz zdobywał zaś coraz większą władzę nad państwem.
W Rzymie jednak stan chaosu politycznego nadal nie ustępował. W grudniu 52 p.n.e. w potyczce między bandami Klodiusza i Milona u bram miasta poległ Klodiusz. Rozwścieczony tłum jego stronników ruszył na Forum Romanum, paląc po drodze wiele budynków, z budynkiem senatu włącznie. Senat przyznał Pompejuszowi natychmiast specjalne uprawnienia do przywrócenia porządku w mieście. A ten nie tracił czasu, zarządził pobór do wojska w Italii i ruszył przeciwko buntownikom, masakrując ich. Po tym zwycięstwie senat przyznał Pompejuszowi konsulat z uprawnieniami dyktatorskimi. Był to pierwszy krok do wojny domowej z Cezarem.

### Wenetowie –dzieci morza
Cezar przybył do Galii w kwietniu roku 56 p.n.e. Zastana tam sytuacja nie wyglądała dobrze. Otwarcie przeciw Rzymowi wystąpili Wenetowie, lud galijski mający swe siedziby w Aremoryce (dzisiejszej Bretanii). Poparli ich Morynowie oraz Menapiowie. Belgia, podbita zaledwie kilka miesięcy wcześniej, zaczęła się buntować, donoszono Cezarowi o sojuszu Belgów z Germanami. Antyrzymskie nastroje panowały na południu Galii w Akwitanii, donoszono także o posiłkach mających nadejść z celtyckiej Brytanii.
Cezar wysłał do Belgii rzymską jazdę pod dowództwem Tytusa Labienusa. Publiusz Krassus z 12 kohortami został skierowany do Akwitanii. Do Normandii Cezar wysłał Sabinusa, sam ruszył zaś przeciwko Wenetom. Kampania wydawała się prosta, osiedla Wenetów nie były duże i słabo umocnione, jednak wszystkie one zbudowane zostały nad brzegiem Oceanu Atlantyckiego, na niewielkich cyplach, do których wiodła wąska droga z wybrzeża.
Zdobycie takiej osady, przy takich warunkach terenowych, nie mogło się udać bez machin oblężniczych. Gdy zaś Rzymianie zbudowali takowe machiny i przystępowali do szturmu na osadę, mieszkańcy spokojnie odpływali do kolejnego rozsianego na wybrzeżu miasteczka i oblężenie trzeba było zaczynać od nowa. Legiony były wymęczone forsownymi marszami, które nie przynosiły żadnych rezultatów. Cezar zdawał sobie sprawę, że bez okrętów wojennych nie pokona plemienia Wenetów, rozkazał więc rozpocząć u ujścia Loary budowę swojej floty.

### Bitwa morska w zatoce Quiberon
Cezar sprowadził do wybudowanych okrętów wioślarzy i sterników, procarzy i łuczników. Całą flotą wojenną Cezara dowodził Decimus Brutus – brat Marka Brutusa. We wrześniu tego roku Rzymianie odpłynęli przeciwko Wenetom w rejon zatoki Quiberon. Wenetowie zauważywszy Rzymian, ustawili 220 swoich okrętów wojennych w szyku bojowym. Statki Galów różniły się znacznie od rzymskich galer. Były to duże masywne okręty wykonane w całości z dębiny, natomiast flota rzymska to były galery o trzech rzędach wioseł, mniejsze i lżejsze od galijskich, jednak znacznie szybsze z napędem wiosłowo-żaglowym.
Galowie, widząc taką flotę, pewni byli łatwego zwycięstwa. Rzymianie nie mogli tutaj zastosować tradycyjnej metody polegającej na wbiciu się dziobem okrętu w okręt nieprzyjacielski, czy choćby zarzucenie corvus – kruka (okręty Galów były zbyt mocne i zbyt wysokie). Zdecydowano się na inne rozwiązanie. Rzymianie podpłynęli do okrętów galijskich, zarzucając na olinowanie przeciwnika, ostre kosy, przymocowane do żerdzi, jednocześnie płynęli z dość dużą szybkością. Efektem tego było zerwanie masztów statków galijskich, do tak unieruchomionego okrętu podpływały 2 rzymskie galery, dokonując abordażu.
Galowie próbowali się ratować, uciekając w kierunku oceanu, mieli jednak dużego pecha, wiatr ustał zupełnie, zapadła cisza morska, co przypieczętowało zupełną klęskę Wenetów. Cezar dotąd, pokonując przeciwników, okazywał im łaskę, a przynajmniej nie gnębił pobitych, wszystko zmieniło się w kraju Wenetów. Cezar skazał na śmierć całą starszyznę plemienia, a cały lud sprzedał w niewolę. Tak Wenetowie zniknęli z mapy Galii.

## Kampania roku 55 p.n.e. Rzeź Germanów. Pierwsza wyprawa do Brytanii

### Ponowne wypędzenie Germanów za Ren
Po pokonaniu Wenetów Cezar skierował się na północ kraju przeciwko Morynom i Menapiom, ci jednak uciekli przed nim w gęste lasy. Zjawiło się inne niebezpieczeństwo. Na przełomie roku 56 p.n.e. i 55 p.n.e. Ren przekroczyły hordy germańskich plemion Uzypetów i Tenkterów. Cezarowi donoszono, że wiele galijskich plemion pragnęłoby powrotu Germanów, aby pomogli wypędzić z Galii Rzymian. Cezar, nie tracąc czasu, zebrał legiony z leż zimowych i ruszył za Mozę. Zanim dotarł do obozowiska Germanów, przybyli do niego posłowie germańscy, prosząc o możliwość zamieszkania w Galii, w zamian obiecali przyjąć zwierzchnictwo Rzymu.
Cezar odmówił, stwierdził jednak, że mogą osiedlić się za Renem w kraju Ubiów. Rozmowy nie przynosiły rezultatu, jednak Germanie na siłę je przeciągali, a jednocześnie intensywnie się zbrojąc. Zaatakowali i rozbili galijską jazdę Cezara – sformowaną z Galów walczących po stronie Rzymu. Gdy tylko przybyli do Cezara germańscy posłowie, chcąc się wytłumaczyć z napaści, ten kazał ich uwięzić, jednocześnie jego legiony maszerowały już na obóz Germanów. Ci nie byli przygotowani do obrony, więc wybuchła panika i Germanie rzucili się do ucieczki za Ren. Ci, którzy nie zdążyli przepłynąć rzeki, zostali zmasakrowani, wielu utopiło się w Renie. Zginęło 400 tys. Germanów, w tym kobiety i dzieci. Z Rzymian nikt nie zginął. Cezar po raz drugi uniemożliwił Germanom wejście do Galii.

### Cezar przekracza Ren
Cezar postanowił raz na zawsze rozwiązać problem migrujących do Galii plemion germańskich i pobić ich na ich własnej ziemi. Ubiowie obiecywali Cezarowi dostarczyć łodzie potrzebne do przeprawy przez Ren, jednak on postanowił użyć innego sposobu przekroczenia rzeki. Cezar nakazał zbudować most, przez który poprowadzi swoje legiony na drugi brzeg rzeki. Chciał bowiem zapewnić wojskom stałe połączenie z Galią, jak również zademonstrować Germanom swoją potęgę.
W czerwcu roku 55 p.n.e. zbudowano w ciągu dziesięciu dni ogromny drewniany most w pobliżu dzisiejszej Koblencji, przez który Rzymianie przeszli na drugi brzeg Renu. Efekt psychologiczny został osiągnięty, plemiona germańskie, jedne po drugim zaczęły błagać Cezara o pokój, lub uciekać w gęste lasy Germanii. Po 18 dniach kampanii germańskiej Cezar postanowił powrócić do Galii. Cel został osiągnięty, plemiona germańskie były na tyle zastraszone, że nie ośmieliły się już przez 300 kolejnych lat przekraczać rzeki. Wycofując się z Germanii, legioniści zniszczyli za sobą most.

### Pierwsza wyprawa do Brytanii
Po ujarzmieniu Germanów Cezar postanowił dać nauczkę także Brytom, którzy już o dłuższego czasu udzielali schronienia różnym uciekinierom z Galii. Chciał również pokazać im, iż potęga Rzymu dosięgnie ich nawet za kanałem. Na kwaterę główną przygotowań do inwazji na Brytanię Cezar wyznaczył w miejscowości Gesoriakum (dzisiejsze Bolougne) i tu szykował flotę inwazyjną. Flota Cezara wypłynęła nad ranem 26 sierpnia 55 p.n.e., złożona była z 80 okrętów transportowych wiozących 2 legiony (VII i X), a także z kilkudziesięciu okrętów wojennych.
Około godziny dziewiątej okręty dotarły do brzegów Brytanii w pobliżu dzisiejszego Dover. Jednak tutaj Rzymianie ujrzeli stojące na plaży i gotowe do walki brytańskie plemię Brutów, postanowiono więc dokonać desantu dalej na północy w rejonie miasta Deal. Tutaj także plaża i okoliczne wzgórza obsadzone były przez Brutów, którzy marszem przeszli wzdłuż wybrzeża z Dover do Deal. Brutowie byli pewni swego, wiedzieli, że Rzymianie najpierw muszą wyjść na ląd, aby się z nimi zmierzyć. Nie spodziewali się jednak ostrzału brzegu z okrętów za pomocą katapult. Wielkie strzały wypuszczane z okrętów rzymskich siały strach i spustoszenie w szeregach Brutów. Musieli opuścić plażę i wycofać się na dalsze tereny.
Dzięki temu Rzymianie wysadzili desant w Brytanii i przystąpili do ataku na zdezorganizowane i przetrzebione oddziały Brutów, którzy rzucili się do ucieczki. Rzymianie nie byli w stanie wykorzystać zwycięstwa i rozbić Brutów, ponieważ ich jazda jeszcze nie dotarła do brzegu. Przez ten czas Brutowie wycofali się. Okręty wiozące rzymską jazdę nie mogły podejść do brzegu ze względu na silne wiatry w kanale i zawróciły do Galii. Po zwycięstwie przybyli do Cezara posłowie brytańscy, prosząc o pokój, zobowiązali się do wydania zbiegów i jeńców. Sytuacja jednak uległa zmianie już 31 sierpnia. W nocy z 30 na 31 sierpnia w wyniku silnych prądów morskich w kanale zniszczonych zostało wiele rzymskich okrętów transportowych, a poważnie uszkodzone zostały okręty wojenne.
Brytowie, widząc w jak krytycznym położeniu znaleźli się Rzymianie, odcięci od Galii, bez aprowizacji, postanowili na nich uderzyć. Zaatakowano VII legion, który zdołał odrzucić napastników. Brytowie zebrali większe siły i ruszyli na Rzymian. Bitwa zakończyła się klęską Brytów, którzy uciekli w głąb kraju, Rzymianie zaś, nie posiadając jazdy, ponownie nie mogli wykorzystać tego zwycięstwa. Zorganizowano naprędce oddział konny złożony z 40 jeźdźców, nie miało to jednak większego znaczenia. Cezar wiedział, że dalsze pozostawanie w Brytanii osłabi całkowicie jego siły, w połowie września, po uprzednim naprawieniu części okrętów, Rzymianie wrócili do Galii.

## Kampania roku 54 p.n.e. Druga wyprawa do Brytanii. Bunt Belgów

### Druga wyprawa do Brytanii
Z początkiem roku 54 p.n.e. Cezar rozpoczął wielkie przygotowania do kolejnej wyprawy na Brytanię. Planowana wyprawa wzbudziła duże zainteresowanie w samym Rzymie. Wielu polityków, spodziewając się wielkich łupów, prosiło Cezara o przyjęcie do służby wojskowej ich krewnych i protegowanych. Ale budziło to też zazdrość, tak jak niepochlebny wiersz Katullusa o Mamurrusie  – jednym z oficerów Cezara, rozpowszechniany w Rzymie, który zazdrościł mu bogactwa i powodzenia u płci pięknej. Także Cyceron prosił Cezara o przyjęcie do armii swego brata Kwintusa, który musiał uciekać z Rzymu przed wierzycielami.
Zanim jednak Cezar wyruszył do Brytanii, musiał uspokoić zwaśnionych wodzów plemienia Trewerów zamieszkujących Belgię. Po rozwiązaniu tej sprawy mógł wreszcie udać się do Brytanii. Flota rzymska wypłynęła 21 lipca 54 p.n.e. Cezar zgromadził 800 okrętów inwazyjnych wiozących 5 legionów wraz z 2 tys. jazdy. W wyniku silnych wiatrów musiano wylądować na północ od spodziewanego miejsca, w rejonie dzisiejszego Sandown Castle. Brytowie już nie bronili wybrzeża, Cezar po wylądowaniu i zbudowaniu obozu ruszył w głąb kraju. Rzymianie napotkali przeciwnika w rejonie dzisiejszego Canterbury.
Rzymianie rozbili jazdę i wozy bojowe Brytów nad rzeką Stour, a VII legion oczyścił obszar pobliskiego lasu z brytańskiej piechoty. Cezar zamierzał ścigać Brytów i zadać im decydującą klęskę, jednak nadeszła do niego wiadomość o zniszczeniu wielu okrętów podczas wielkiej nawałnicy, jaka przeszła nad zatoką. Musiał zawrócić. Zniszczonych całkowicie zostało 40 statków, resztę można było naprawić. Dziesięć dni zajęła Rzymianom naprawa uszkodzonych okrętów, kopanie fos i budowanie wałów, by objąć nimi obszar stacjonowania okrętów. Po zakończeniu prac Cezar wyruszył ponownie w rejon Canterbury, napotkał tam armię brytańską złożoną z wszystkich plemion południowo-wschodniej części wyspy, które obrały wodzem króla plemienia Katuwelaunów – Kassywelaunusa.
Bitwa zaczęła się od ataku brytańskiej jazdy i wozów bojowych na rzymską piechotę. Na pomoc legionistom ruszyła rzymska jazda, która pobiła Brytów i zmusiła ich do wycofania. Rzymianie jednak ponieśli duże straty. Kolejny atak Brytów nastąpił, gdy Rzymianie przygotowywali się do budowy obozu. W wyniku ataku zniesione zostały 2 rzymskie kohorty i straż przednia, ale nieprzyjaciel został wyparty, przy dużych stratach po stronie legionów Cezara. Następny atak Brytów, który miał miejsce na drugi dzień, nie powiódł się. Zostali oni odparci, tracąc wielu wojowników. Rzymianie przeszli do kontrataku dzięki pomocy wrogich Katuwelaunom – Trynowantów, legioniści uderzyli i zdobyli umocniony duży gród Verulan nad Tamizą, stolicę Kassywelaunusa.
Pobity król postanowił zastosować taktykę spalonej ziemi i niewielkich partyzanckich wypadów na rzymskie pozycje, co stało się dość uciążliwe i na dłuższą metę mogło skończyć się klęską Rzymian. Tym bardziej że do Cezara nadeszła wiadomość o zaatakowaniu nadmorskiego obozu przez sprzymierzone z Kassywelaunusem plemię Kantów. Napastnicy zostali odparci, jednak spodziewano się kolejnych takich wypadów. Cezar znalazł się w trudnej sytuacji, szarpany przez oddziały brytańskie, jedyne, czego chciał, to pokój taki, by mógł z twarzą wrócić do Galii.
Gdy więc w jego obozie zjawili się posłowie Kassywelaunusa, prosząc o pokój, skwapliwie z tego skorzystał. Chciał już wracać do Galii, ale aby podkreślić, że jest zwycięzcą, zażądał zakładników i wyznaczył poszczególnym ludom coroczną daninę. To był tylko wybieg, było bowiem oczywiste, że po opuszczeniu Brytanii przez Rzymian, nikt owej daniny nie zapłaci. Cezar nie zrealizował swego planu – podboju Brytanii, jednak skutecznie powstrzymał Brytów od angażowania się w sprawy Galii. Rzymianie odpłynęli w połowie września, by ponownie się tu zjawić po prawie stu latach za cesarza Klaudiusza.

### Rzeź Rzymian pod Aduatuką
Po powrocie z Brytanii, do Cezara doszły słuchy o wzroście antyrzymskich nastrojów w Galii. Postanowił nie dyslokować legionów na leża zimowe w jednym miejscu, lecz rozmieścić je w różnych regionach Galii, aby przywołać do porządku ewentualnych buntowników. Sam zaś zamierzał spędzić zimę w Samarobrywie – dzisiejszym Amiens, w obozie Gajusza Treboniusza. Najbardziej niepewna była Belgia, dlatego też stacjonujące tam legiony pod wodzą Kwintusa Tyturiusza Sabinusa i Lucjusza Arunkulejusza Kotty, miały rozkaz zachować szczególną czujność.
Jednak pobyt Rzymian w kraju Eburonów zapowiadał się pomyślnie. Obaj wodzowie plemienia Ambioryks i Katuwolkus zapewniali o swej lojalności i regularnie dostarczali kontyngenty zboża. Rzymianie przestali dbać o swoje bezpieczeństwo: całymi oddziałami wychodzili poza obóz, nawet nie próbując zabezpieczyć terenu, na którym zbierali drewno. Podczas jednego z takich wypadów zostali zaatakowani przez jazdę Eburonów, a piechota plemienia uderzyła na obóz. Nieprzyjaciel został wprawdzie odparty, jednak Rzymianie przerazili się takim rozwojem wypadków.
W nocy do rzymskiego obozu przybył sam Ambioryks, chciał wytłumaczyć się przed Rzymianami z ataku. Stwierdził, iż do tego wypadu został zmuszony wolą swego ludu, sam zaś nadal jest wiernym sojusznikiem Rzymu. Mówił również, że nie tylko Eburonowie chwycili za broń, w tym samym dniu na rzymskie obozy uderzyły również inne plemiona, a zza Renu nadciągają już hordy Germanów, on zaś jako wierny przyjaciel Cezara radzi Rzymianom opuścić obóz i udać się do najbliższego zimowego obozu na południu kraju Belgów, w celu połączenia rzymskich sił. Rzymianie nie wiedzieli, czy wódz Eburonów mówi prawdę, czy tylko blefuje.
Doszło do gwałtownej narady w rzymskim obozie. Sabinus uważał, że w zaistniałej sytuacji lepiej będzie, gdy połączą swe siły z oddziałami pod wodzą Kwintusa Cycerona, stacjonującymi w rejonie dzisiejszego Namur. Kotta zaś uważał, że bez rozkazu Cezara nie wolno im opuszczać leż zimowych. Jednak potem ustąpił, postanowiono wyruszyć wczesnym rankiem następnego dnia, czyli 21 października 54 p.n.e. Gdy tylko Rzymianie opuścili obóz, otoczyły ich ze wszystkich stron oddziały Eburonów. Sabinus się pogubił, nie był w stanie wydać sensownych rozkazów, Kotta zaś kazał legionistom uformować szyk koła. Było to korzystne, ponieważ takie ustawienie wojska było prawie doskonałe, legioniści osłaniali się ze wszystkich stron, dopóki wróg nie znalazł luki, przez którą mógł wedrzeć się do środka, wówczas legion szedł w rozsypkę.
Tabory natomiast, Kotta rozkazał zostawić na łup wrogom. Jednak i tu Ambioryks przechytrzył Rzymian po raz kolejny, zabronił swoim rabowania taborów i nakazał atakować pojedynczymi wypadami, by następnie wycofać się przed ciosem legionistów, i znów ponawiać atak. Widząc, co się dzieje, Sabinus poprosił Ambioryksa o rozmowę. Ten się zgodził i gdy tylko Rzymianin znalazł się poza legionem, został pohańbiony i zabity. Kotta zginął niedługo potem w walce. Na placu boju poległo prawie 6 tys. legionistów, uratowało się tylko kilku, którzy przez gęste lasy próbowali dotrzeć do obozu Cycerona.

### Obrona Namurcum
Ambioryks wiedział, że teraz wszystko zależy od szybkości jego działań. Należało zdobyć Namurcum – obóz Cycerona, położony ok. 70 km od Aduatuki, zanim dotrą tam wieści o klęsce Sabinusa i Kotty. Ruszył natychmiast, a po drodze dołączyły do niego dwa kolejne plemiona belgijskie, które już dowiedziały się o pierwszej klęsce Rzymian w Galii – Atuatukowie i Nerwiowie. Udało mu się zaskoczyć Rzymian zbierających drewno. Pobił ich i uderzył z marszu na obwarowania obozu. Został jednak odparty. Podejmował kolejne szturmy, które tylko dzięki niezmordowanej wytrwałości obrońców kończyły się niepowodzeniami.
Sytuacja obrońców była jednak coraz gorsza. Namurcum liczyło 4 tys. legionistów, natomiast nacierających Galów było ponad 40 tys. W rzymskim obozie walczyli wszyscy ranni i chorzy, przykładem poświęcenia i niezmordowanej woli walki był sam wódz Kwintus Cyceron. On, człowiek wątłej postury, lubujący się w luksusach i kochający rozkosze, nie pozwalał sobie na chwilę odpoczynku, objeżdżał umocnienia, nadzorował fortyfikacje, brał udział w walkach, nie sypiał całe noce, aż jego właśni żołnierze siłą zmuszali go, aby przespał się choć kilka godzin. Ambioryks zdawał sobie sprawę z problemów Rzymian, postanowił zastosować ten sam podstęp co w przypadku Sabinusa i Kotty.
Wysłał posłów do Cycerona, którzy mieli powiedzieć Rzymianinowi o lojalności Ambioryksa, który radził, aby opuścili obóz i połączyli się z innymi oddziałami. Cyceron odpowiedział im, że nie leży w zwyczaju ludu rzymskiego przyjmować rad od uzbrojonego przeciwnika, dodał też, że jeśli złożą broń, on wstawi się za nimi u Cezara. Tą drogą Ambioryks już nic nie wskórał. Belgowie otoczyli obóz na sposób rzymski siecią wałów ciągnącą się na obszarze 5 kilometrów, które wznieśli w ciągu 3 godzin. Siódmego dnia oblężenia Galowie przypuścili wielki szturm, udało im się wywołać pożar w rzymskim obozie, nic jednak nie osiągnęli, ponieśli za to duże straty. Cyceron wysyłał pojedynczych żołnierzy, którzy mogliby się przedrzeć przez umocnienia wroga i zawiadomić Cezara.
Eburonowie wszystkich jednak wyłapali i stracili po torturach na oczach Rzymian. Wreszcie jednemu udało się przechytrzyć galijskie straże i dotrzeć z listem do kwatery głównej Cezara. Ten natychmiast zarządził alarm. Wyruszono na odsiecz w przeciągu 2 godzin. Również Galowie dowiedzieli się o odsieczy, zwinęli oblężenie i ruszyli przeciwko Cezarowi. Galowie byli pewni łatwego zwycięstwa ponieważ Cezar dysponował jedynie 7 tys. żołnierzy. W połowie drogi obie armie się spotkały i doszło do bitwy. Galowie zostali rozbici i uciekli na północ do swych siedzib, a Cezar miał już otwartą drogę do obozu Cycerona. Gdy wszedł do obozu, wszyscy żołnierze pozostali przy życiu pozdrowili go gromkim Ave Caesar. Niebezpieczeństwo zostało zażegnane.

## Kampania roku 53 p.n.e. Eksterminacja Eburonów

### Ujarzmienie Belgów
Cezar zdawał sobie sprawę, że władza nad Galią zaczyna wymykać mu się z rąk. Jeszcze w listopadzie 54 p.n.e. sojusznicy Eburonów – Trewerowie uderzyli na rzymski obóz Tytusa Labienusa w rejonie dzisiejszego Chiny. Zostali co prawda odparci, a ich wódz Indutiomarus zginął, jednak cała Galia żyła już wiadomościami o pierwszej klęsce Rzymian pod Aduatuką. Wodzowie poszczególnych plemion oficjalnie przyrzekali lojalność, jednak potajemnie knuli między sobą przygotowania do powstania i wypędzenia Rzymian z Galii. Cezar nie miał czasu, musiał stłumić bunt w zarodku.
Z początkiem nowego roku 53 p.n.e. ruszył na kraj Nerwiów, spustoszył go, a mieszkańcy uciekli w gęste lasy. Wyruszył teraz przeciwko Senonom i Karnutom, którzy ukorzyli się przed nim. Następnie skierował się na północ do kraju Menapiów, spustoszył ten kraj i zmusił wodzów plemienia do poddania się i złożenia mu hołdu. Niepokoiły go wieści o sojuszu Eburonów z Germanami, postanowił rozwiązać sprawę germańskich sprzymierzeńców raz na zawsze.

### Cezar przekracza Ren po raz drugi
Rzymianie zbudowali drugi most na Renie w pobliżu dzisiejszego Kasselheim, 5 kilometrów na wschód od poprzedniej przeprawy w roku 55 p.n.e. Cezar zdawał sobie sprawę, że jego siły nie są duże, nie zamierzał podbijać Germanii, chciał jedynie udowodnić zarówno Galom, jak i Germanom, że armia rzymska nadal jest potężna i zdolna do działań ofensywnych pomimo klęski pod Aduatuką. Ruszył przeciwko Swebom, z którymi zawarł sojusz Ambioryks. Uciekli oni przed nim i ukryli się w lasach. Rzymianie spustoszyli kraj Swebów i wrócili do Galii, niszcząc za sobą most. Kampania zakończyła się sukcesem, Germanie nie zamierzali już pomagać Ambioryksowi w dalszej walce z Rzymianami.

### Klęska Ambioryksa. Wybicie plemienia Eburonów
Teraz Cezar skierował się przeciw największemu wrogowi – Ambioryksowi. Dzięki szpiegom zdobył dokładne informacje o miejscu jego pobytu. Eburonowie zostali zupełnie zaskoczeni, Ambioryks uratował się tylko dzięki pomocy jednego ze swych wojowników, który dał mu konia. Oddział Eburonów został wybity, lecz Cezar wiedział, że zwycięstwo będzie pełne dopiero wtedy, gdy uwięzi lub zabije Ambioryksa. Ambioryks zdawał sobie sprawę, że nie ma szans w otwartej walce z Rzymianami, nakazał więc wszystkim mężczyznom i kobietom z dziećmi swego plemienia ukryć się w gęstych lasach i rozproszyć na całym terytorium kraju Eburonów. Cezar nie zamierzał ryzykować życia legionistów w walkach w lasach, gdzie nie można rozwinąć żadnego szyku. Legioniści byliby tu zdani na walkę jeden na jednego, co przy nieznajomości terenu przez Rzymian mogło skończyć się dla nich tragicznie.
Cezar ogłosił więc kraj Eburonów wolnym dla każdego, kto chce tu łupić i palić. Tłumy Galów ściągnęły tutaj ze wszystkich zakątków z zamiarem mordowania swych współbraci. Cezar zezwolił nawet Germanom na przekroczenie Renu, aby pomogli w eksterminacji plemienia Eburonów. Szybko jednak tego pożałował, Germanom mało było pustoszenie kraju Ambioryksa, postanowili uderzyć na rzymski obóz w Aduatuce. Legionistom, z wielkim trudem, przy dużych stratach, udało się odeprzeć atak. Ambioryks zapewne zginął ze swoim plemieniem, choć jego ciała nie odnaleziono. Ostatnim aktem tej rzezi było zasieczenie kijami na śmierć Akki, wodza plemienia Senonów, sprzymierzeńca Ambioryksa. Cała Galia była spacyfikowana i podbita przez Rzymian.

## Kampania roku 52 p.n.e. Powstanie Wercyngetoryksa

### Rozpad triumwiratu. Kłopoty Cezara
Pomimo zdobycia Galii, pozycja Cezara w Rzymie zaczęła słabnąć. W roku 54 p.n.e. zmarła Julia, jedyna córka Cezara, a jednocześnie żywa więź spajająca go z Pompejuszem, którego była żoną. Sytuacja się skomplikowała jeszcze bardziej, gdy w czerwcu 53 p.n.e. w bitwie z Partami pod Carrhae na syryjskiej pustyni zginął Krassus, jeden z triumwirów. Cezar starał się przekonać Pompejusza do ożenku ze swą stryjeczną wnuczką Oktawią, ten jednak odmówił i poślubił wdowę po Krassusie, Kornelię. W styczniu 52 p.n.e. zabity został Klodiusz, którego zbrojne oddziały przez pewien czas finansowane były przez Krassusa, a należał od dawna do stronników Cezara. W Rzymie pozostały już tylko bandy Milona, na usługach Pompejusza.
Niedługo potem Senat przyznał Pompejuszowi specjalne pełnomocnictwa w celu zapobieżenia rozbojom w Rzymie, które dokonywały oddziały Milona. Pompejusz uzyskał też prawo do przeprowadzenia zaciągów wojskowych w Italii i wybrano go na konsula roku 52 p.n.e. Pompejusz zgromadził w swych rękach wielką władzę, mógł zrobić wszystko (zarówno w Rzymie jak i Italii), przeprowadzić każdą ustawę, a dzięki uzbrojonym oddziałom, zamienił Rzym w prawdziwie pompejańskie terytorium. Pompejusz nie wykonał jednak żadnych nieprzyjaznych Cezarowi kroków, poza tym jednym, że przeprowadził pobór rekruta w Italii, co zostało odebrane wśród plemion galijskich jako początek wojny domowej z Cezarem. Galowie uznali, że nadszedł właściwy czas na rozpoczęcie wielkiego powstania przeciw Cezarowi, znienawidzonemu nawet przez Rzymian.

### Wercyngetoryks
Niewiele wiadomo o życiu wodza Galów, historycy nie są zgodni nawet co do daty jego urodzenia. Prawdopodobnie urodził się ok. roku 82 p.n.e. Był z pochodzenia Arwernem, przyszedł na świat w domu wodza tego plemienia Celtyllusa. Z braku pisanych galijskich źródeł tamtej epoki, nie można nic pewnego powiedzieć o jego dzieciństwie. Prawdopodobnie, jak inni dobrze urodzeni Galowie, do siódmego roku życia wychowywał się w otoczeniu kobiet – swej matki i oficjalnych nałożnic ojca (galijscy mężczyźni mogli posiadać tyle kochanek, ilu tylko zdołali zapewnić byt i dach nad głową, ale na wszystkie musiała wyrazić zgodę oficjalna małżonka).
Przeważnie żony nie protestowały, posiadanie wielu oficjalnych kochanek było wyznacznikiem pozycji społecznej i bogactwa. Tym bardziej że Galowie prawie nie posiadali niewolników, wówczas przydawały się każde ręce do pracy w domu i obejściu. Galijscy mężczyźni rzadko bowiem przebywali w domach, poświęcając czas na wyprawy wojenne, polowania na dziki, uczty i biesiady oraz narady polityczne w plemieniu. Ojca widywał wówczas bardzo rzadko, dopiero po ukończeniu 21 lat, mógł publicznie pokazać się u boku ojca, wówczas stawał się mężczyzną. Do tego czasu nie miał nawet własnego imienia, a nazywany był po prostu synem Celtyllusa – Celtyllognatusem. Po skończeniu siódmego roku życia, opuszczał dom rodzinny i przechodził pod opiekę przybranego ojca, u którego, jak większość młodzieńców galijskich przebywał przez 5 lat, ucząc się posługiwania lekką bronią – łukiem.
Po skończeniu 12 lat trafiał do szkoły druidów, gdzie uczył się pieśni religijnych i patriotycznych, sławiących dawnych galijskich bohaterów, a także czytania i pisania, oraz greki potrzebnej Galom do spisywania umów handlowych. Po 4-letniej nauce w szkole druidów, mając 16 lat, rozpoczynał naukę posługiwania się bronią – mieczem i toporem. Tej sztuki uczyły młodych Galów kobiety, swoiste amazonki, które miały też za zadanie inicjację seksualną chłopców. Po skończeniu 21 lat, Wercyngetoryks wrócił do rodzinnego domu. Jego ojciec został oskarżony o dążenie do władzy królewskiej i stracony ok. 70 p.n.e. Matka prawdopodobnie zmarła niedługo po jego powrocie. Według niektórych przekazów Wercyngetoryks miał żal do swego wuja – brata matki, którego podejrzewał o udział w spisku na życie ojca którego idealizował, próbując osiągnąć to, co jemu się nie udało.

### Wybuch powstania
W 57 r.p.n.e. Wercyngetoryks zaciągnął się do galijskiej armii Cezara. Jako przedstawiciel „szlachty” galijskiej wszedł nawet do rady wojskowej Cezara, dzięki czemu poznawał plany i taktykę rzymskich oddziałów. Odszedł z armii po kilku miesiącach z powodu sprzeciwu wobec brutalnego mordowania galijskiej ludności przez rzymskich legionistów. Wrócił wówczas do domu rodzinnego i na kilka lat wycofał się z życia politycznego Galii. Od tego czasu stał się faktycznym, acz jeszcze ukrytym wrogiem Rzymian. Impulsem do zaangażowania się w wojnę z Cezarem było dla Wercyngetoryksa, jak zresztą dla wielu Galów, zwycięstwo Belgów pod Aduatuką, zaś bezpośrednim powodem wybuch powstania antyrzymskiego w kraju Karnutów.
W lutym 52 p.n.e. Karnutowie, mieszkający nad środkową Loarą, napadli i wymordowali rzymskich kupców oraz zdobyli magazyny zbożowe rzymskiej armii w ich stolicy Cenabum. Wieści o tym wydarzeniu rozeszły się lotem błyskawicy po całej Galii, dotarły też do Gergowii, stolicy kraju Arwernów. Wercyngetoryks uznał, że nadszedł czas działania. Na wiecach w Gergowii próbował przekonać Arwernów do przyłączenia się do powstania i walki z Rzymianami. Rządząca wówczas w Gergowii starszyzna nie była chętna do występowania przeciw Cezarowi, dzięki któremu nadal mogła sprawować władzę.
Wercyngetoryks został wypędzony z miasta. Udał się wówczas na prowincję. Jeździł od wioski do wioski, przemawiał i przekonywał mieszkańców do walki z Rzymem. Nie było to wcale takie trudne, wojna weszła już do każdego prawie galijskiego domu i nie było rodziny, która nie straciłaby kogoś podczas toczących się już 6-letnich walk. Szybko powiększał się krąg zwolenników Wercyngetoryksa, jego szeregi rosły z dnia na dzień. Z początkiem marca tego roku wkroczył do Gergowii i wypędził z niej prorzymskich naczelników. Zaraz potem został przez ludność miasta obwołany królem i przywódcą powstania.
W ciągu kilku następnych tygodni do Arwernów zaczęły przyłączać się i inne plemiona środkowej i zachodniej Galii. Wercyngetoryks obwołany został wodzem galijskiego powstania ludowego – była to pierwsza w historii tego kraju próba zjednoczenia wszystkich plemion galijskich. Przysięgę wierności na swe sztandary bojowe – jedną z największych świętości Galów złożyli mu wodzowie i naczelnicy wielu plemion. Nowy król Arwernów nie namierzał jednak czekać, aż dany kraj opowie się za nim, lecz sam najeżdżał i siłą zmuszał ludność plemienia do posłuszeństwa. Tak zmusił do przyłączenia się do niego Biturygów sąsiadów Karnutów, a jego wódz Kadurkus przekonał do powstania Rutenów.
Sprawy w Galii zaczęły przybierać dla Cezara coraz gorszy obrót. Został odcięty od swych legionów na północy. Nie ufał już żadnym z dotychczasowych galijskich sprzymierzeńców, ale musiał dotrzeć do swych wojsk w północnej Galii. Podjął śmiały plan przejścia przez zaśnieżone, strome i niebezpieczne nawet w lecie góry Sewenny. Mimo ciężkiej przeprawy cel został osiągnięty, a Galowie zostali całkowicie zaskoczeni. Cezar wkroczył do kraju Arwernów. Wercyngetoryks musiał teraz zawrócić z kraju Biturygów, by ratować swą ojczyznę. Cezar zbierał w tym czasie wszystkie swoje siły i wyznaczył rejon koncentracji wojsk w miejscowości Agedinkum – dzisiejsze Sens.
Wercyngetoryks ruszył przeciwko Gorgobinie, mieście w którym Cezar osiedlił wiernych sobie Bojów. Nieudzielenie pomocy tak teraz nielicznym sojusznikom Rzymu spowodowałoby odpadnięcie od Cezara wszystkich galijskich sił. Nie miał wyjścia, musiał ruszyć Bojom na odsiecz, choć droga wcale nie była łatwa z powodu zimy. Najpierw jednak ruszył przeciw Agedincum – stolicy Senonów, które zdobył, potem padło Carnuntum, miasto Karnutów, od którego bunt się rozpoczął, zostało ono spalone, a ludność wymordowana, nieliczni dostali się do niewoli. Ruszył teraz przeciw Biturygom, lecz ci nie zamierzali walczyć z siłami Cezara, poddając miasto Nowiodunum.
W momencie przejmowania miasta przez Rzymian, ujrzano w oddali jazdę Wercyngetoryksa, ten bowiem na wieść o poczynaniach Cezara przerwał oblężenie Gorgobiny i ruszył, by przeciąć Cezarowi drogę. Mieszkańcy Nowiodunum wpadli w panikę, nie chcieli by wódz Galów uznał ich za zdrajców, postanowili zamknąć przed Rzymianami bramy swego miasta. Żołnierze rzymscy, będący już w środku, tylko cudem wydostali się poza mury. Potyczka pod murami Nowiodunum zakończyła się zwycięstwem Rzymian i Biturygowie znów otworzyli bramy przed Cezarem. Cezar ruszył teraz na Awarikum – stolicę tego plemienia. Wercyngetoryks postanowił zmienić teraz plan swego działania, który przedstawił na zebraniu wodzów wszystkich plemion dochowujących mu wierności.
Najważniejszą częścią tego planu było odcięcie Rzymian od aprowizacji, aby to osiągnąć należało zastosować metodę „spalonej ziemi”, niszczenia wszystkich miast, osad, zabudowań na drodze przemarszu legionów, tak aby zmusić ich do odwrotu. Plan ten został odrzucony przez wielu naczelników plemion leżących na trasie marszów Rzymian, szczególnie ostro zaprotestowali Biturygowie. Wercyngetoryks złamał jednak ich opór, a rada galijska plan przyjęła. Wódz Galów zgodził się tylko na pozostawienie miasta – twierdzy Awarikum, o co mieszkańcy miasta błagali go na kolanach. Wkrótce miał pożałować tej decyzji.

### Upadek Awarikum
Galowie przystąpili do działania, niszcząc wszystko na drodze legionów. W samym kraju Biturygów, w ciągu jednego dnia zniszczono 20 osad, a ludność tych miasteczek musiała przyłączyć się do Wercyngetoryksa. Natomiast mniejsze oddziały rzymskie, wysłane na poszukiwanie żywności, były atakowane i znoszone przez Galów. Cezar dowiedział się o lokalizacji obozu Wercyngetoryksa, i postanowił na niego uderzyć. Atak nie udał się, tym razem to Rzymianie zostali pobici i musieli się wycofać. Postanowił teraz skierować się przeciw jedynemu miastu, pozostałemu na ziemi Biturygów – Awarikum.
Wercyngetoryks rozłożył się obozem w pobliżu twierdzy, z zamiarem przeciwdziałania rzymskim atakom. Dostęp do miasta otoczonego bagnami był możliwy jedynie od południowo-wschodniej strony, lecz i to podejście było bardzo wąskie. Mieszkańcy miasta zaś wytrwale bronili się przed rzymskimi atakami, dokonywali podkopów pod rzymskie rampy i niszczyli je, palili hulajgrody, chwytali w pętle zarzucane na mury osęki. Gdy w 25. dniu oblężenia Rzymianie zbudowali rampę podchodzącą pod same mury, Galowie zrobili wypad i poważnie uszkodzili konstrukcję, jednak nie udało im się jej zniszczyć.
Obrońcy Awarikum doszli do wniosku, że jednak lepiej będzie wycofać się z miasta i połączyć z Wercyngetoryksem. Nie powiodło im się to, ponieważ kobiety przerażone tym, że zostaną same, podniosły wielki lament, co zawiadomiło Rzymian. Na drugi dzień nad miastem rozszalała się wielka nawałnica, Rzymianie postanowili wówczas zaatakować, podciągnęli pod mury hulajgrody i przystąpili do ataku. Rzymianie wybili prawie 40 tys. mieszkańców miasta, mężczyzn, kobiet i dzieci. Jedynie 800 Galom udało się wydostać z twierdzy i dotrzeć do obozu Wercyngetoryksa.

### Bitwa pod Gergowią – galijskie zwycięstwo
Cezar uzupełnił w zdobytym mieście zapasy żywności i zezwolił legionom na kilka dni odpoczynku. Upadek Awarikum nie spowodował bynajmniej spadku popularności Wercyngetoryksa wśród Galów, na co liczył obecnie Cezar. Wręcz przeciwnie, jego pozycja jeszcze wzrosła, a to dlatego, że wódz Galów nie wierzył nigdy w możliwość obrony Awarikum i chciał zniszczyć tę twierdzę tak jak i inne na drodze Rzymian. Ustąpił tylko ze względu na błagalne prośby mieszkańców miasta. Cezar postanowił wreszcie rozprawić się z Wercyngetoryksem w jednej dużej bitwie w jego kraju.
Podzielił armię i z 6 legionami ruszył na stolicę Arwernów – Gergowię. Wówczas doszły do niego wieści o niepokojach w kraju Eduów, największych galijskich sprzymierzeńców starożytnego Rzymu. O najwyższy urząd w państwie wergobreta, walczyło 2 kandydatów, podzieliwszy członków plemienia na zwolenników jednego i drugiego, przygotowywali się do walki. Cezar postanowił natychmiast ruszyć do kraju Eduów, by jak najszybciej rozwiązać tę sprawę, zanim wtrąci się tu Wercyngetoryks. Przybył do Bibrakte – stolicy plemienia, i przyznał urząd wergobreta Konwiktolitawisowi.
Wymógł jednocześnie na nim wystawienie dziesięciu tysięcy wojowników, dla ochrony rzymskich linii zaopatrzenia. W tym samym czasie pozostałe 6 legionów pod wodzą Labienusa niszczyło kraje Senonów i Paryzjów, położone nad Loarą. Cezar tymczasem przekroczył rzekę Elaver – dzisiejszą Allier, i po 5 dniach marszu, stanął obozem pod Gergowią. Był początek maja roku 52 p.n.e. Miasto położone było na niezwykle stromych zboczach okalających je ze wszystkich stron. Jedynie od południa było mniej strome podejście, lecz tu właśnie Wercyngetoryks ustawił swoją armię, według podziału na plemiona i szczepy.
Rzymianie wiedzieli, że w tych warunkach nie ma mowy o przeprowadzeniu szturmu na twierdzę, tym bardziej że siły Cezara liczyły jedynie 25 tys. żołnierzy. Cezar postanowił opanować sąsiednie wzgórze, na południe od miasta i na zachód od rzymskiego obozu, zwane La Roche Blanche. I to mu się udało, następnie założył drugi mniejszy obóz rzymski na zdobytym wzgórzu, połączony z pierwszym linią okopów, skąd łatwiejsze było podejście do Gergowii. Cezar miał zamiar długim oblężeniem zmusić Wercyngetoryksa albo do kapitulacji po odcięciu przez Rzymian linii aprowizacyjnych wiodących do miasta, albo do zmuszenia wodza Galów do opuszczenia twierdzy i stoczenia z nim decydującej bitwy.
Wówczas doszły do niego wieści o zdradzie 10-tysięcznego oddziału Eduów pod wodzą Litawikkusa, wysłanego z Bibracte na odsiecz Cezarowi. Litawikkus przekonał swoich żołnierzy do połączenia swych sił z Wercyngetoryksem. Cezar natychmiast wyruszył z obozu w sile 4 legionów z zamiarem zniszczenia buntowników Litawikkusa. Po 35-kilometrowym marszu dopadł pogrążonych we śnie, zaskoczonych, i nieprzygotowanych do walki Galów, którzy prosząc o przebaczenie, poddali mu się. Cezar obawiając się, iż surowym postępowaniem jeszcze bardziej zrazi do siebie galijskie plemiona, nie ukarał nikogo, całą winę zrzucając na zbiegłego Litawikkusa.
Nakazał im marsz do Gergowii. W tym samym czasie Wercyngetoryks, dowiedziawszy się o opuszczeniu obozu przez Cezara, przypuścił wielki szturm, który został wprawdzie odparty, lecz Rzymianie ponieśli dość duże straty. Cezar zaczął zastanawiać się nad wycofaniem się spod Gergowii i połączeniem z pozostałymi legionami Labienusa, jednak w taki sposób, aby nie wyglądało to na ucieczkę Rzymian. Nadarzyła się taka okazja, i to nie tylko honorowego wycofania, ale nawet możliwości pokonania Galów. Cezar zauważył, że pagórki od południowej strony, dotąd gęsto obsadzone wojownikami, są teraz zupełnie puste.
Od galijskich szpiegów dowiedział się, że Wercyngetoryks, obawiając się ataku Rzymian na zachodnie, najsłabiej obsadzone podejście do twierdzy, skierował w to miejsce większość swych sił. Cezar postanowił pokonać wodza Galów fortelem. Nakazał swojej jeździe upozorować atak na owo zachodnie podejście do miasta, natomiast główne rzymskie siły miały uderzyć na Gergowię od południowej strony. W tym celu przemieścił swoje siły ze swego głównego obozu do drugiego, mniejszego, i rozpoczął się szturm. Rzymianie natarli na niewielki murek ustawiony przez Galów wokół murów miasta, przez który legioniści przeskakiwali w czasie ataku.
Rzymianie zaczęli wdzierać się na mury Gergowii, co wywołało panikę w mieście, kobiety błagały legionistów o darowanie życia dla siebie i swoich dzieci, zrzucając im z murów swoje kosztowności. Wercyngetoryks, widząc atakujących Rzymian na południowym podejściu do miasta, najsłabiej teraz bronionym, i jednocześnie zawracającą jazdę Cezara po zachodniej stronie, postanowił zaatakować Rzymian od lewej flanki. Cezar na kilka chwil przed katastrofą, widząc co się dzieje, nakazał trąbić na odwrót, było już jednak za późno. Galowie ruszyli na Rzymian z tyłu i od lewej flanki, siejąc panikę i śmierć w rzymskich oddziałach.
Ów murek, przez który legioniści przeskakiwali w czasie ataku, teraz stał się ich śmiertelną pułapką. W bitwie zginęło prawie 700 rzymskich żołnierzy oraz 46 centurionów. A Cezar, oblegający Gergowię przez prawie 2 miesiące, został pobity i musiał wycofać się spod jej murów na początku lipca 52 p.n.e. To, co działo się w Gergowii po pierwszym zwycięstwie Galów nad siłami Cezara, pod jego osobistym dowództwem, można określić jako jeden wielki wybuch radości. Wercyngetoryks został podniesiony na tarczy i trzykrotnie obnoszony wokół murów stolicy Arwernów, przy okrzykach rzucanych przez Galów: „niech żyje Wercyngetoryks, niech żyje wódz”.
Od tej pory pozycja Wercyngetoryksa w Galii stała się na tyle dominująca, że gdy tylko wkraczał na czele swych oddziałów do stolicy jakiegokolwiek plemienia galijskiego, ze swych miejsc wstawali przedstawiciele starszyzny, czyniono to na znak szacunku i przywiązania do tego ledwie 30-letniego Gala. Wercyngetoryks nagle dzięki tej jednej bitwie oczarował i „zahipnotyzował” Galów, nie tylko mężczyzn, lecz przede wszystkim także kobiety, które m.in. rzucały kwiaty pod jego stopy, gdy przechodził. Natomiast pozycja Cezara w Galii słabła z dnia na dzień, odstąpili od niego prawie wszyscy tak nieliczni przecież sojusznicy jak choćby Eduowie, wyjątkiem byli Remowie i Lingonowie. Po 6 latach walk, grabieży, palenia, niszczenia i ujarzmienia Galii, nagle Cezar znajdował się w centrum obcego, całkowicie wrogiego mu kraju, w którym nie mógł już liczyć na żadnych sojuszników.

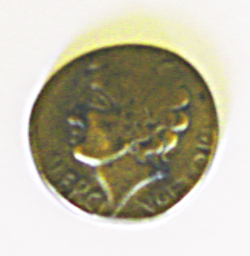
Galijski złoty stater

### Bitwa konna nad rzeką Saoną
Najtragiczniejsza w skutkach okazała się zdrada Eduów, opanowali oni bowiem Nowiodunum nad Loarą, gdzie znajdowały się główne magazyny rzymskiej armii i gdzie trzymano zakładników podbitych plemion oraz cały skarbiec. W tej sytuacji wielu oficerów Cezara uznało, że najlepszym krokiem będzie wycofanie się na południe w stronę Galii Narbońskiej. Uznali bowiem, że kampania przynajmniej na razie jest przegrana, należy się wycofać na południe, uzupełnić siły i ponownie ruszyć na Wercyngetoryksa. Cezar jednak myśl o wycofaniu zdecydowanie odrzucił.
Po pierwsze dlatego, że wycofanie się Rzymian na południe równałoby się rezygnacji z wszystkich zdobyczy, które przez te lata osiągnięto, jednocześnie wzmocniłoby to niewspółmiernie siłę Wercyngetoryksa. Po drugie, odwrót uniemożliwiały góry Sewenny, a po trzecie i chyba najważniejsze, pozostawiono by własnemu losowi Labienusa, który walczył z Paryzjami nad Sekwaną. Cezar zdecydował, iż należy ruszać na północ i połączyć swe siły z oddziałami pod wodzą Labienusa. Natomiast ów Labienus próbował zdobyć stolicę Paryzjów – Lutecję (dzisiejszy Paryż), co mu się jednak nie udało.
Na wieść o klęsce Cezara pod Gergowią wycofał się do stolicy kraju Senonów Agendikum. Tutaj w połowie lipca po przekroczeniu Loary połączył się z nim Cezar. Tymczasem Wercyngetoryks zwołał do Bibrakte – stolicy Eduów, wielkie zebranie wszystkich walczących z Rzymianami ludów Galii. Został na nim wybrany jedynym i największym wodzem ludowego powstania galijskiego przeciw Rzymowi. Wyznaczono kontyngenty poszczególnym ludom, wynoszące łącznie 15 tys. wojowników. Postanowiono również za radą Wercyngetoryksa kontynuować wojnę partyzancką i taktykę „spalonej ziemi”, aby maksymalnie osłabić rzymskie oddziały Cezara.
Nakazał jednocześnie wszystkim plemionom galijskim mającym swe siedziby przy granicy z rzymską prowincją Narbońską zaatakować ją. Sam zaś z głównymi siłami zamierzał ostatecznie rozprawić się z Cezarem. W Narbonensis stacjonowały jedynie 22 kohorty pod rozkazami Lucjusza Cezara, kuzyna niedawnego zdobywcy Galii, sytuacja była więc dramatyczna. Cezar zdawał sobie sprawę z powagi sytuacji, postanowił ratować przynajmniej dawne rzymskie posiadłości w Galii, wyruszył więc na południe na pomoc Lucjuszowi. Wercyngetoryks doskonale orientował się w planach Rzymian, podążał za Cezarem krok w krok, wyczekując stosownej okazji do uderzenia.
Gdy legiony minęły wyżynę Langres w kraju Lingonów, wódz Galów postanowił uderzyć na Cezara. Galijscy jeźdźcy oskrzydlili rzymską kolumnę marszową od wschodu i południa oraz zdołali opanować wzgórze na lewej flance. Cezar postanowił rzucić do walki swoich germańskich jeźdźców, których jeszcze niedawno formował na północy, jednak ich kuce nie mogły równać się ze wspaniałymi wierzchowcami Galów. Nakazał więc rzymskim oficerom oddać Germanom swoje konie. Miało to decydujące znaczenie dla przebiegu całej bitwy, pozwoliło rzymskim legionistom zyskać niezbędny czas na ustawienie szyku bojowego i ochronę swoich taborów.
Tymczasem Germanie odbili wzgórze z lewej flanki i rozpoczęli pościg za uciekającymi stamtąd Galami. Wercyngetoryks, widząc załamanie się swojej linii od wschodniej strony, wydał rozkaz do odwrotu. Odwrót przerodził się w ucieczkę, w wyniku której było wielu zabitych po galijskiej stronie (przypuszczalnie ok. 4 tys.). Rzymianie pojmali też wielu jeńców (gł. Eduów). Wercyngetoryks nakazał odwrót w kierunku Alezji stolicy Mandubiów, tym razem to Cezar postępował za nim krok w krok.

### Bitwa pod Alezją
Następnego dnia Cezar stanął pod murami Alezji. Od południa i północy wzgórze, na którym stało miasto, opływały rzeki Oserain i Ose. Od zachodu rozciągała się równina Laumes, długości ok. 4,5 km. Od wschodu rozciągał się zaś płaskowyż Bussy i góra Pennevelle. Był początek września 52 p.n.e. Cezar rozkazał otoczyć miasto 2 liniami wałów obronnych, jedną wewnętrzną od strony Alezji – contravallatio, zaś drugą zewnętrzną na wypadek ewentualnej odsieczy – circumvallatio. Całość obwarowań liczyła ponad 20 km, ponadto zbudowano 8 obozów wojskowych i 24 forty wartownicze.
Prócz tego 2 fosy po 5 metrów szerokości i 2,5 głębokości, wzniesiono też palisadę wzmocnioną drewnianymi wieżami rozmieszczonymi co 100 metrów. Do budowy owych umocnień użyto drewna z okolicznych lasów, ogałacając z nich całą równinę Laumes i wyżynę Flavigny. Ponadto wykopano 5 równoległych rowów, w które powbijano ostro zastrugane grube gałęzie powiązane ze sobą w taki sposób, by nie można było ich wyrwać, oraz jamy głębokości 90 cm zakryte gałęziami z wbitymi w nie grubymi palami. Galowie nie weszli do miasta, podobnie jak pod Gergowią, lecz rozłożyli się obozem pod murami Alezji.
Galowie widząc postępy Rzymian, zmierzające do ich odcięcia od reszty Galii, postanowili natychmiast działać. Wercyngetoryks nakazał swej jeździe uderzyć na nieukończone rzymskie umocnienia nad rzeką Oserain. Bitwa na równinie Laumes zakończyła się jednak zwycięstwem Rzymian. Wówczas Wercyngetoryks zmienił plan, rozkazał swej jeździe przebić się przez rzymskie pozycje, jednak nie celem ich pobicia, a sprowadzenia posiłków od innych ludów Galii. Galowie uderzyli nocą na kompletnie zaskoczonych Rzymian. Po krótkiej walce udało się jeździe Wercyngetoryksa wydostać za rzymskie linie i ujść przed pośpiesznie sprowadzoną przez Cezara odsieczą.
Od tej pory los 80 tys. zamkniętych w Alezji współbraci będzie zależał od szybkości i siły sprowadzonej przez nich odsieczy. Sytuacja Wercyngetoryksa była tragiczna, żywności było jedynie na 30 dni, jeśli do tego czasu nie dotrarłaby odsiecz, miasto musiałoby skapitulować. Wódz Galów nakazał zwinąć obóz i wejść do miasta, w którym skonfiskowano wszystkie zapasy żywności oraz bydła, którego w Alezji było pod dostatkiem. Jednocześnie Wercyngetoryks obniżył dzienne racje żywnościowe „darmozjadom”, czyli kobietom, dzieciom i starcom, z czasem zaś zupełnie zakazano wydawania im tych niewielkich racji żywnościowych. Tylko mężczyźni zdolni do noszenia broni mogli jeść.
Wszyscy oczekiwali szybkiej odsieczy. Tymczasem w Bibrakte odbył się zjazd przedstawicieli wszystkich 43 ludów wiernych Wercyngetoryksowi, na którym postanowiono jak najrychlej ruszyć z odsieczą. Armia galijska liczyła ok. 250 tys. wojowników pieszych i 8 tys. jazdy. Wybrano również 4 wodzów – podległych Wercyngetoryksowi – jednak największym z nich był Kommiusz, który jeszcze 2 lata wcześniej służył w Galijskiej Armii Cezara. W Alezji głód zaczął doskwierać już wszystkim, były pierwsze jego ofiary. Na naradzie jeden z wodzów Wercyngetoryksa zaproponował jedzenie zmarłych z głodu, powołując się na przykład historyczny w czasie walk Galów z germańskimi Cymbrami i Teutonami ponad 60 lat temu.
Wercyngetoryks odrzucił tę propozycję, jednak należało coś zrobić z „plączącymi” się po mieście głodnymi kobietami i dziećmi. Wódz Galów nakazał wygnać je z miasta, aby uratować je przed śmiercią głodową. Te, nie mając wyjścia, wysłały delegację do Cezara, błagając go z płaczem o przyjęcie ich w niewolę. Nie zostały jednak dopuszczone przed jego oblicze, ponieważ uznano tę masę ludzi za ewentualną „piątą kolumnę” Wercyngetoryksa. Postanowiły więc wrócić do swoich do Alezji, jednak i tu zostali wypędzeni. W ciągu kilku następnych dni wymierali straszną głodową śmiercią między murami Alezji a rzymskimi umocnieniami.
Wreszcie pewnego wrześniowego dnia z tysięcy galijskich gardeł wydobył się okrzyk radości, na horyzoncie pokazały się pierwsze konne oddziały Kommiusza. W rzymskim obozie zarządzono natychmiast mobilizację. Pomimo że Galowie nadciągali powoli, były to niezliczone chmary. W rzymskim obozie zapanował niepokój, szybko zniwelowany przez Cezara. Następnego dnia zaczął się wielki szturm na rzymskie umocnienia circumvallatio. Galowie zamknięci w twierdzy wiedzieli, że to już ich ostatnia szansa, jeśli odsiecz przegra, oni zginą z głodu w odciętej Alezji. Postanowiono im dopomóc.
Wercyngetoryks zarządził wypad z miasta na rzymskie umocnienia wewnętrzne contravallatio. Najpierw w szybkim wypadzie Galowie odnieśli pierwszy sukces, zasypując największą z fos i niszcząc część rzymskich zasadzek. Tymczasem na równinie rozgorzała jedna z największych dotychczasowych bitew. Armia Kommiusza rozproszyła pierwsze oddziały rzymskie wysłane przeciw niej przez Cezara, Galowie w twierdzy przywitali to gromkim okrzykiem triumfu, tym bardziej że bitwa była doskonale widoczna z umocnionego wzgórza zupełnie jak w teatrze. Ale Cezar nie zamierzał się poddawać, po zmierzchu rzucił na Galów oddziały swej jazdy germańskiej, która zmusiła ich do wycofania się z uprzednio zajętych wzgórz, i ścigały Galów prawie pod sam ich obóz.
Następnej nocy to Galowie przypuścili drugi już szturm na rzymskie umocnienia od strony równiny Laumes. Jednocześnie Galowie z twierdzy całą swą siłą ruszyli na Rzymian, jednak stracili całą noc głównie na zasypywaniu fos niszczeniu wałów i palisad, nie zdążywszy nawiązać walki. Atakujący ze strony równiny po ciężkich stratach spowodowanych ostrzeliwaniem z katapult, musieli się ponownie wycofać. Postanowiono uderzyć po raz trzeci, tym razem od północnej strony, gdzie fosy i wały biegły pochyłościami i można je było łatwiej zdobywać. Następnego dnia ruszyło tam 60 tys. Galów, jednocześnie jazda Kommiusza zaczęła szturmować odcinek zachodni.
Tutaj ruszyli również oblężeni. Sytuacja zaczynała być groźna szczególnie na północy, gdzie okrążone zostały 2 legiony. Cezar wysłał im na pomoc 6 kohort pod wodzą Labienusa. Tymczasem Galowie Wercyngetoryksa ruszyli również przeciw umocnieniom południowym. Przerażeni Rzymianie opuścili swe pozycje i uciekli. Cezar, widząc co się dzieje, wysłał na ten odcinek posiłki pod wodzą Decymusa Brutusa i Gajusza Fabiusza, a wreszcie sam pospieszył z odsieczą. Po przepędzeniu Galów ruszył na odcinek północny, natomiast swej jeździe nakazał okrążyć zewnętrzne linie umocnień i zaatakować Galów od tyłu. Był to decydujący manewr dla losów całej bitwy i całej Galii.
Galowie, widząc atakujących od tyłu Rzymian, rzucili się do ucieczki, zwinęli swój obóz i wycofali się spod Alezji. Ścigani przez rzymską jazdę, ponieśli wielkie straty. Wercyngetoryks wrócił ze swoimi oddziałami do miasta. Następnego dnia do Cezara przybyli posłowie Wercyngetoryksa, z zamiarem kapitulacji twierdzy. Cezar zasiadł na wysokim podium, a pod jego stopy rzucano zdobytą broń. Sam Wercyngetoryks, w kunsztownej zbroi, trzykrotnie objechał na koniu szaniec Cezara, zsiadł z konia zrzucił zbroję, odznaki wodzowskie i swój miecz i uklęknął u stóp Rzymianina. Był to koniec bitwy, totalna klęska Galów, kres ich niepodległości, i mimo że Cezar musiał zdławić jeszcze jeden mały bunt, nastąpiło całkowite zwycięstwo Rzymian.

## Kampania roku 51 p.n.e. Finis Galliae

### Bitwa nad Axoną
Mimo całkowitego zwycięstwa, Cezar nie zdecydował się na powrót do Italii, ponieważ obawiał się kolejnych galijskich rozruchów. Choć Wercyngetoryks i wielu jego wodzów zostało uwięzionych, nadal nie było spokojnie. I rzeczywiście jeszcze w listopadzie 52 p.n.e. musiał ruszyć do kraju Biturygów i Karnutów nad Loarę, aby stłumić mały bunt. Do poważnego powstania doszło z końcem kwietnia 51 p.n.e. w kraju belgijskich Bellowaków. Ci sprzymieżyli się z Atrebatami, Kaletami i Eburonami, na wodzów obrano Korreusa i Kommiusza.
Galowie rozbili obóz w lasach koło Compiegne na wzgórzu St. Marc. Cezar rozłożył się na przeciwległym wzgórzu St. Pierre. Galowie unikali przyjęcia bitwy, siedząc w dobrze obwarowanym i umocnionym obozie, udało się rozbić wysyłane po prowiant przez Cezara oddziały jazdy rzymskiej. Dziwnym trafem wieści o tym przedostały się do Rzymu. Zaczęły szerzyć się pogłoski o zupełnej klęsce jazdy Cezara i o odcięciu jego samego od reszty armii. Cezar, wiedząc, że dysponuje zbyt małymi siłami – 4 legiony (ok. 20 tys. żołnierzy), postanowił ściągnąć jako posiłki kolejne 3 legiony.
Galowie na wiadomość o zbliżaniu się rzymskich posiłków postanowili odesłać ze swego obozu tabory i wszystkich „cywilów”. Cezar wystawił swoje legiony i uszykował je do bitwy. Bellowakowie również się ustawili, jednak nie rozpoczynali bitwy, nie czynili tego i Rzymianie. Obie armie stały tak przez kilka dni, aż w końcu Galowie postanowili wycofać się, podpalili uprzednio naniesiony chrust i suche drzewa między linią rozgraniczającą obie armie, i bezpiecznie odeszli. Rzymska jazda nie odważyła się przekroczyć ściany ognia. Bellowakowie rozłożyli obóz pod górą Ganelon, na północ od rzeki Izary (dziś Oise), w rejonie Axony. Tutaj przygotowali na Cezara pułapkę. Cały rejon rozsiany był gęsto łąkami, stwarzał więc doskonałe pole manewru dla rzymskiej jazdy, Galowie ukryli oddziały swojej jazdy i wspomagającej ją piechoty w pobliskich lasach, oczekując na Rzymian.
Cezar dowiedział się jednak o przygotowanej zasadzce od pojmanych jeńców i postanowił tak pokierować bitwą, aby Bellowakowie wpadli we własne sidła. Rzucił do ataku całą swą konnicę, która odparła atak Galów i rozbiła ich jeszcze przed przybyciem legionów. Korreusz poległ w bitwie, Kommiusz uciekł, reszta Galów pozostałych w obozie poddała się. Bellowakowie, aby uratować życie, zaczęli prosić Cezara o przebaczenie, zganiając winę za rozpętanie bitwy na poległego Korreusza. Cezar przebaczył im, jednak w swej przemowie powiedział, iż „najłatwiej jest winić za wszystko poległych”. Odtąd Belgia była już spacyfikowana i ujarzmiona tak jak i reszta Galii. Pozostało jeszcze jedno nieujarzmione miasto, do którego ściągali ostatni chętni do walki z Rzymianami – Uksellodunum.

### Upadek Uksellodunum
Cezar wkroczył teraz do spacyfikowanego kilka lat wcześniej kraju Eburonów. Ostatni żyjący jeszcze mieszkańcy tego sławnego i bitnego niegdyś ludu pochowali się w najgłębsze lasy. Labienus spacyfikował następnie lud Trewerów, a Kaniniusz skierowany został na południe do górskiej twierdzy Uksellodunum położonej nad rzeką Dorgodne. Zgromadzili się tam ostatni z tych Galów, którzy mimo totalnej klęski nadal pragnęli walczyć z Cezarem. Na wodzów wybrano Drappesa i Lukteriusa. Byli to w większości ostatni wodzowie Wercyngetoryksa, wierni przysiędze walki z Rzymianami do ostatka i pamiętający triumf pod Gergowią.
Rzymianie nie mogli oblężyć twierdzy linią umocnień jak pod Alezją ze względu na strome góry, Galowie czynili zaś częste wypady, zadając Rzymianom duże straty. Pod koniec lipca 51 p.n.e. Rzymianom udało się przerwać zaopatrywanie twierdzy w żywność i zmusić Lukteriusa do ucieczki. Jednocześnie do niewoli dostał się drugi z przywódców Drappes, który zaraz potem popełnił samobójstwo. Był to niewątpliwy sukces Rzymian, jednak twierdza nadal nie zamierzała się poddawać. Tymczasem ostatni bunt na północy – Karnutów pod wodzą Dumnakusa został krwawo stłumiony przez Cezara.
Ten potraktował lud Karnutów łagodnie, domagając się jedynie wydania Kotuatusa, prowodyra rzezi Rzymian w Cenabum z poprzedniego roku. Został zabiczowany kijami na śmierć, podobnie jak 2 lata wcześniej Akkon wódz plemienia Senonów. Cała Galia podbita była więc przez Rzymian, broniła się jeszcze grupka zapaleńców w Uksellodunum. Ci jednak nie liczyli już na zwycięstwo nad Cezarem, a jedynie na czas. W następnym roku kończyło się namiestnictwo Cezara w Galii, liczono więc, że wówczas uda się wycofać z miasta, a przy sprzyjających okolicznościach może wzniecić powtórnie powstanie.
Działania Kaniniusza pod Uksellodunum były mizerne, Cezar więc pospieszył na południe z Cenabum – stolicy Karnutów z 2 legionami, aby ostatecznie zdobyć twierdzę. Szybko też się zorientował, że nie zdobędzie miasta inaczej, jak tylko odcinając obrońców od źródeł wody tryskającej z pobliskiej rzeki Lot, górskim stokiem do Uksellodunum. Rozpoczęto roboty oblężnicze, ustawiając 10-piętrowy hulajgród naprzeciwko tryskającego źródła. Pozwalał on skutecznie razić pociskami wystrzelanymi z katapult obrońców chcących zaczerpnąć wody z górskiego źródła.
Galowie zebrali się w desperackim ataku, konając z pragnienia, na hulajgród i udało im się nie tylko spalić go doszczętnie, ale także zniszczyć inne rzymskie zabezpieczenia położone pod grodem. Był to spory sukces Galów, znów bowiem odzyskiwali dostęp do źródła. Euforia Galów była przedwczesna, Cezar ustawił bowiem hulajgród jako tzw. „zasłonę dymną”, prawdziwym jego celem było zupełne odcięcie obrońców od wody. Rzymscy minerzy drążyli podziemne tunele, w celu dotarcia do źródła wody i zmiany jego biegu. Wreszcie w połowie sierpnia udało im się za pomocą sztolni zmienić bieg podziemnego źródła i skierować go w przeciwną do Uksellodunum stronę.
Górskie źródło nagle wyschło, przerażeni Galowie sądzili, iż jest to kara bogów za ich złe uczynki. Druidzi w błagalnych tonach modlili się do bogów o ponowne zesłanie wody, nie sądzono bowiem, że stało się to za sprawą rzymskiej inżynierii wojskowej. W końcu wyczerpani z pragnienia Galowie poddali twierdzę. Wziętym do niewoli na rozkaz Cezara odrąbywano prawe dłonie – te w których trzymali miecze – i puszczono ich wolno, aby wędrując po Galii stali się przykładem i przestrogą dla innych ewentualnych buntowników. Tak padła ostatnia rubież obronna Galów, a sama Galia utraciła niepodległość na prawie 500 lat.

## Podsumowanie
W przeciągu kilku następnych miesięcy w ręce Cezara wpadli wszyscy galijscy przywódcy począwszy od powstania Wercyngetoryksa, skończywszy na Uksellodunum. Kommiusz ukorzył się przed Cezarem i ten puścił go wolno, potem wyjechał do Brytanii, gdzie ogłosił się władcą jakiegoś plemienia. Lukterius za swe nieprzejednane stanowisko i wierność dawnej Galii, a przede wszystkim jego udział w powstaniu Wercyngetoryksa – zapłacił głową. Wreszcie Wercyngetoryks, największy w historii wódz Galów został uwięziony i przewieziony do Rzymu, uczestniczył w triumfie Cezara w Rzymie w 46 p.n.e. po zakończeniu wojny domowej z Pompejuszem.
Następnie został uduszony w celi więziennej. Na marginesie należy dodać, że zarówno Cezar, jak i Wercyngetoryks byli do siebie pod wieloma względami bardzo podobni. Obaj bowiem pragnęli zostać „królami królów”. Wercyngetoryksowi jednak się nie udało, ale celtycka legenda „króla królów” przetrwała chociażby w późniejszej legendzie o „Królu Arturze i rycerzach okrągłego stołu”. 9-letnia wojna galijska dobiegła końca, Cezar zdobył 800 miast i miasteczek, podbił 300 ludów. Milion Galów padło w walce, a kolejne 2 miliony dostały się do niewoli. Efektem tej wojny było także 7 ksiąg wspomnień napisanych przez Cezara na przełomie 51 p.n.e. i 50 p.n.e., a zatytułowanych – „Commentarii de bello Gallico” (Komentarze o wojnie galijskiej).
O sławie tej książki świadczy fakt, że do czasów współczesnych stanowiła i stanowi nadal główną książkę do nauki łaciny. To właśnie od tych słów „Gallia est omnis divisa in partes tres” – „Cała Galia dzieli się na trzy części”, uczniowie poznają tajniki składni tego języka. Trzeba jeszcze dodać, że Cezar nie pisał tych ksiąg jedynie jako ciekawostki historyczno-literackiej, prawdziwym jego celem była opinia ludu rzymskiego i jego przychylność w zbliżającej się wojnie domowej.

## Współcześnie
Kilka zdań z dzieła Juliusza Cezara O wojnie galijskiej (łac. Commentarii de bello Gallico): „Galia est omnis divisa in partes tres; Quorum unam incolunt Belgae aliam Aquitani; Tertiam qui ipsorum lingua Celtae nostra Gali apelantur” zostało wykorzystanych w refrenie utworu „Lekcja historii klasycznej” Jacka Kaczmarskiego, 1979.